# Tikka T3
Die Tikka T3 ist eine Repetierbüchse, die vom finnischen Hersteller Sako produziert wird. Gemeinsame Bestandteile aller T3-Modelle sind das Verschlusssystem mit zwei Verriegelungswarzen, Zweistellungssicherung, einstellbarer Abzug und herausnehmbares Magazin. Ein Vorläufer der Tikka T3 ist als Tikka M65 bekannt.

## Technische Daten
Die T3 wird in zahlreichen Kombinationen mit Ausstattungsvarianten und Kalibern angeboten. Darunter befinden sich Varianten, die klassischen Jagdrepetierern ähnlich sind. Die Variante „TIKKA T3 TAC“ ist mit Scharfschützengewehren vergleichbar.
| Name               | Gesamtlänge | Lauflänge | Gewicht |
| ------------------ | ----------- | --------- | ------- |
| Tikka T3           | 1080 mm     | 570 mm    | 3,1 kg  |
| Tikka T3 light     | 1080 mm     | 570 mm    | 2,8 kg  |
| Tikka T3 Mag       | 1130 mm     | 620 mm    | 3,2 kg  |
| Tikka T3 Mag light | 1130 mm     | 620 mm    | 2,9 kg  |
| Tikka T3 TAC       | 1110 mm     | 600 mm    | 3,7 kg  |

Die Tikka T3 wird in folgenden Kalibern gefertigt:

.222 Remington, 5,56 × 45 mm NATO, .22-250 Rem., .243 Winchester,

.260 Rem., 7mm-08 Rem., 7,62 × 51 mm NATO, .338 Federal, .270 WSM,

.300 WSM, .25-06 Rem., 6.5x55 SE, 6,5 mm Creedmoor, .270 Win, 7x64, .30-06, 8 x 57 IS, 9,3 × 62 mm,

7 mm Rem. Mag., .300 Winchester Magnum, .338 Winchester Magnum.